# Annina Walt
Pour les articles homonymes, voir Walt.
Annina Walt, née le 3 mai 1996 à Thalwil (Suisse), est une actrice suisse.

## Biographie
Annina Walt est diplômée de la Académie des arts dramatiques Ernst Busch de Berlin.
Elle joue pour la première fois au cinéma en 2014 dans Zwischen zwei Welten, un épisode de la série Tatort. Un an plus tard, elle incarne les rôles principaux dans les films Amateur Teens et Nichts passiert, pour lesquels elle est nommée deux fois pour le prix de la meilleure actrice aux Prix du cinéma suisse 2016.
Elle est la nièce de Peter Walt, présentateur à la radio suisse.

## Filmographie partielle

### Cinéma
- 2015 : Amateur Teens
- 2015 : Nichts passiert
- 2015 : Ruah (court métrage)
- 2017 : Sarah joue un loup garou (Sarah spielt einen Werwolf) : Alice
- 2018 : Mute

### Télévision
- 2014 : Tatort (épisode Zwischen zwei Welten) : Emma Rossi
- 2017 : Die Einzigen
- 2019 : Le Croque-mort (Der Bestatter) (série télévisée, 7e saison)
- 2020 : Le Prix de la paix (Frieden) (série télévisée) : Klara Tobler

## Distinctions
- 2016 : Nomination au Prix du cinéma suisse de la meilleure actrice pour le rôle de Sarah dans Nichts passiert
- 2016 : Nomination au Prix du cinéma suisse de la meilleure actrice pour le rôle de Lara dans Amateur Teens.